# Prvenstvo Hrvatske u dvoranskom hokeju 1997.
Prvenstvo Hrvatske u dvoranskom hokeju za 1997. je treći put zaredom osvojio Marathon iz Zagreba. 

Prvenstvo je igrano između 4. siječnja i 23. veljače 1997. godine.

## Ljestvice i rezultati

### I. A liga

#### Ljestvica
| mj | klub                       | ut | pob | ner | por | gol+ | gol- | bod |             |
| -- | -------------------------- | -- | --- | --- | --- | ---- | ---- | --- | ----------- |
| 1. | Marathon (Zagreb)          | 15 | 13  | 1   | 1   | 114  | 43   | 27  | doigravanje |
| 2. | Zelina (Sveti Ivan Zelina) | 15 | 7   | 2   | 6   | 83   | 84   | 16  | doigravanje |
| 3. | Jedinstvo (Zagreb)         | 15 | 7   | 2   | 6   | 77   | 68   | 16  | doigravanje |
| 4. | Mladost (Zagreb)           | 15 | 7   | 2   | 6   | 79   | 74   | 16  | doigravanje |
| 5. | Concordia (Zagreb)         | 15 | 6   | 1   | 8   | 90   | 89   | 13  |             |
| 6. | Trešnjevka (Zagreb)        | 15 | 1   | 0   | 14  | 44   | 129  | 2   |             |

#### Doigravanje za prvaka
| klub1                      | klub2         | rezultati     |
| poluzavršnica              | poluzavršnica | poluzavršnica |
| -------------------------- | ------------- | ------------- |
| Mladost                    | Marathon      | 2:6*, 4:1     |
| Jedinstvo                  | Zelina        | 6:7*, 5:6     |
|                            |               |               |
| završnica                  |               |               |
| Zelina                     | Marathon      | 4:6*. 4:11    |
|                            |               |               |
| * domaća utakmica za klub1 |               |               |

### I. B liga
| mj | klub                | ut | pob | ner | por | gol+ | gol- | bod |
| -- | ------------------- | -- | --- | --- | --- | ---- | ---- | --- |
| 1. | Centar (Zagreb)     | 10 | 8   | 1   | 1   | 63   | 28   | 17  |
| 2. | Trnje (Zagreb)      | 10 | 8   | 0   | 2   | 75   | 41   | 16  |
| 3. | Atom (Zagreb)       | 10 | 6   | 0   | 4   | 37   | 50   | 12  |
| 4. | Instalo AS (Zagreb) | 10 | 3   | 2   | 5   | 29   | 38   | 8   |
| 5. | Akademičar (Zagreb) | 10 | 2   | 0   | 8   | 35   | 51   | 4   |
| 6. | Zagreb (Zagreb)     | 10 | 1   | 1   | 8   | 34   | 65   | 3   |